# Tilman Bracher
Tilman Bracher (geb. 1955 in Stuttgart) ist ein deutscher Verkehrswissenschaftler, der sich insbesondere mit der strategischen Entwicklung des Radverkehrs in Deutschland beschäftigt.

## Werdegang und Engagement
Bracher hat Volkswirtschaftslehre an der Universität Freiburg und Transport Studies am University College London studiert. Anschließend war er von 1985 bis 2001 bei der heutigen IVU Traffic Technologies AG und von 2001 bis 2021 beim Deutschen Institut für Urbanistik angestellt. Ab 2004 leitete er dort den Forschungsbereich Mobilität und Infrastruktur.
Zuvor war Bracher sowohl am Aufbau des Allgemeinen Deutschen Fahrrad-Clubs (Bundesverband), der European Cyclists’ Federation als auch des Verkehrsclubs Deutschland beteiligt.
Bracher war Mitglied in Gremien des Deutschen Städtetags, Beiräten zu Klimaschutz, Mobilität und Radverkehr, in Ausschüssen und Arbeitskreisen der Forschungsgesellschaft für Straßen- und Verkehrswesen, im Transportation Research Board der USA und im Wissenschaftlichen Beirat des Verkehrs-Club Deutschland.

## Werk
Brachers wissenschaftliches Werk umfasst Beiträge zum Verkehrsverhalten und zum Stadtverkehr, zum öffentlichen Nahverkehr, zum Güterverkehr, zum Fahrradverkehr, zu Least Cost Transportation Planning, zu Parkraummanagement und zur Verkehrswende. Darüber hinaus befasste sich Bracher in mehreren Projekten mit dem politisch-gesellschaftlichen Steuerungs- und Regelungssystem des Verkehrs (Governance).
Nach der politischen Wende 1989 wirkte Bracher an der Integration und Entwicklung des Nahverkehrsangebots in Ost- und West-Berlin (BVB und BVG) für das wiedervereinigte Berlin.
1987 veröffentlichte Bracher in „Konzepte für den Radverkehr“ Grundlagen der Fahrradpolitik. Er entwickelte 1988 den heutigen ADFC-Fahrradklimatest, den Forschungsdienst Fahrrad und den Bicycle Research Report (1988–2003). Später konzipierte Bracher das Fahrradportal und die Fahrradakademie (2005–2021). Seine Vorschläge flossen in die Empfehlungen für Radverkehrsanlagen (ERA) 1995, 2010 und in die erste „Fahrradnovelle“ der StVO von 1997 ein.
In „Radverkehr und Verkehrswende“ bilanzierte Bracher 2021, dass Radverkehrsförderung zwar lebendige und lebenswerte Städte ermöglicht und positive gesundheitliche Auswirkungen hat, der Beitrag des Fahrrads aber zu gering ist, um die Treibhausgasemissionen im Mobilitätssektor deutlich zu reduzieren. Die Privilegien des Autoverkehrs können durch die Umwandlung von Fahr- und Parkspuren, die Verteilung der Grünzeiten, allgemeine Tempolimite und Ein- und Durchfahrtverbote zugunsten des Radverkehrs und der Umwelt- und Lebensqualität abgebaut werden.

## Veröffentlichungen
Bracher war Mitherausgeber des Handbuchs der kommunalen Verkehrsplanung.
- Tilman Bracher; Franciska Frölich von Bodelschwingh; Thomas Preuß; Jan Hendrik Trapp; Vera Völker (2019): Was gewinnt die Stadtgesellschaft durch saubere Luft? Die lebenswerte Stadt: Handlungsfelder und Chancen. Deutsches Institut für Urbanistik (Difu) Berlin.
- Jutta Deffner; Konrad Götz; Gisela Stete; Tilman Bracher; Melina Stein; Simon Bülow (2017): Nachhaltige Mobilitätskultur in Hessen gestalten. Konzept für eine Mobilitätsstrategie, im Auftrag der Friedrich-Ebert-Stiftung. Wiso-Diskurs 02/2017, Berlin.
- Tilman Bracher; Jürgen Gies; Jörg Thiemann-Linden; Klaus J. Beckmann (2014): Umweltverträglicher Verkehr 2050: Argumente für eine Mobilitätsstrategie für Deutschland, im Auftrag des Umweltbundesamtes, UBA-Texte 59/2014, Berlin.
- Forschungsgesellschaft für Straßen- und Verkehrswesen, Arbeitsgruppe Straßenentwurf (Hrsg.)/Tilman Bracher (Ko-Autor) (2010): Empfehlungen für Radverkehrsanlagen – ERA, Ausgabe, Köln.
- Sven Oeltze; Tilman Bracher; u. a. (2007): Mobilität 2050. Szenarien der Mobilitätsentwicklung unter Berücksichtigung von Siedlungsstrukturen bis 2050, Berlin, Difu.
- Volker Eichmann; Felix Berschin; Tilman Bracher; Matthias Winter (2006): Umweltfreundlicher, attraktiver und leistungsfähiger ÖPNV - ein Handbuch, Berlin, Difu.
- Michael Lehmbrock; Tilman Bracher; Volker Eichmann; Christof Hertel; Gerd Kühn; Thomas Preuß (2005): Verkehrssystem und Raumstruktur. Neue Rahmenbedingungen für Effizienz und Nachhaltigkeit, Berlin.
- Tilman Bracher; Volker Eichmann; Gerd Kühn; Michael Lehmbrock (2004): ÖPNV im Wettbewerb Management-Planspiel in der Region Berlin. Berlin, Deutsches Institut für Urbanistik.
- Tilman Bracher; Thomas Backes; Angelika Uricher (2002): Möglichkeiten der Umweltentlastung und Kostenreduzierung im Verkehr durch Verkehrsplanung - mit Leitfaden für die LCTP-Anwendung in Kommunen, Forschungsbericht 299 96 108, Berlin, Umweltbundesamt.
- Tilman Bracher, Manfred Garben, Heinz Krafft-Neuhäuser, Umweltentlastung im städtischen Güterverkehr. Institut für Landes- und Stadtentwicklungsforschung des Landes Nordrhein-Westfalen. Dortmund
- Tilman Bracher (1988): Sicherheitsprobleme auf Radwegen. Verkehrspolitische Folgerungen aus neuen Untersuchungen, in: Internationales Verkehrswesen Nr. 5/1988, S. 341–346.
- Tilman Bracher; Christian Holz-Rau; Wolf-Dieter Klemt; Hartmut Schmidt (1988): Verkehrserhebung Berlin ´86, Grundlage für die integrierte ÖPNV-Planung, in: Verkehr und Technik 9/1988, S. 343–350.
- Tilman Bracher (1985): Lebensbedingungen und Verkehrsmobilität Determinanten, Entwicklungsformen und Perspektiven ländlicher Verkehrsmittelwahl, Schriftenreihe des Instituts für Verkehrsplanung und Verkehrswegebau, Technische Universität Berlin.